# Otto Wichterle
Otto Wichterle (Prostějov, 27 ottobre 1913 – Stražisko, 18 agosto 1998) è stato un chimico ceco.

## Biografia
Otto Wichterle è stato un inventore e chimico nato il 27 ottobre 1913 a Prostějov, in Moravia, nell’ex Impero austro-ungarico (oggi Repubblica Ceca). Il padre di Wichterle era un macchinista di successo, ma invece di seguire le sue orme, Otto scelse di approciarsi al campo della chimica invece dell’ingegneria meccanica.
Wichterle studiò chimica all’Università Tecnica Ceca di Praga. Si laureò nel 1936 e conseguì due dottorati, l’ultimo dei quali in chimica, conseguito nel 1939. Come ricercatore, si è specializzato nello studio di materiali plastici e in idrogel, che si sono rivelati preziosi nel campo dell’oftalmologia.
Nel corso della sua carriera, le convinzioni politiche di Wichterle causarono spesso attriti con il governo comunista ceco e con le istituzioni accademiche, che rifiutarono ripetutamente i finanziamenti per le sue ricerche. Questa opposizione politica portò Wichterle a proseguire i suoi studi a casa propria, spesso con l’aiuto della moglie Lidia, medico.
Wichterle si ritirò nel 1979, ma continuò a sperimentare altri usi dei polimeri, a viaggiare e a lavorare sulla programmazione informatica. Dopo la Rivoluzione di Velluto del 1989, tornò a lavoro nell’ambito accademico come presidente, eletto dell’Accademia delle Scienze cecoslovacca. Otto Wichterle è morto nel sonno all’età di 84 anni il 18 agosto 1998 a Stražisko, in Repubblica Ceca, non lontano dal villaggio in cui era nato.

## Il contributo di Otto Wichterle per la cura degli occhi
L’impatto determinante di Otto Wichterle sulla cura degli occhi e le scoperte nei metodi di correzione della vista sono strettamente legati ai suoi studi ed esperimenti chimici. Le sue scoperte sui materiali plastici e la ricerca sugli idrogel sono diventati un elemento essenziale per l’invenzione delle lenti a contatto morbide. Utilizzando l’idea del metodo di stampaggio ideato per la prima volta da John Hershel, i progressi di Otto Wichterle nel campo delle lenti a contatto, le resero disponibili sul mercato attraverso il brevetto e la concessione di licenze ad aziende ottiche affermate come Bausch & Lomb (seppur senza il permesso di Wichterle).
Inoltre si è dedicato alla creazione di un nuovo materiale chiamato pHEMA (polidrossietil-metacrilato) con l’aiuto del suo collega Drahoslav Lím, il nuovo composto ha permesso a Wichterle di creare lenti a contatto morbide con una curvatura specifica che ha migliorato notevolmente il comfort della lente durante l’uso. Questo materiale polimerico trasparente poteva assorbire quasi il 40% di acqua ed essere modellato in forme specifiche per adattarsi meglio all’occhio del portatore. Per creare un modello di produzione per la sua invenzione, Otto Wichterle utilizzò i giocattoli da costruzione Merkur di suo figlio per realizzare le sue prime lenti in idrogel, che chiamò Geltakt.

## Altri importanti riconoscimenti conseguiti da Otto Wichterle
Nel corso della sua carriera Wichterle ha ottenuto numerosi riconoscimenti e ha ricevuto vari tributi, tra cui:
- Titolare di 200 brevetti
- Autore di 180 pubblicazioni su importanti riviste scientifiche
- Eletto primo presidente dell’Accademia delle Scienze della Repubblica Ceca.
- L’asteroide 3899 (Wichterle) che orbita intorno al Sole è stato chiamato così in suo onore.
- Un Doodle di Google ha celebrato il 108° anniversario della nascita di Wichterle il 27 ottobre 2021.
- Wichterle è stato insignito della laurea honoris causa da due prestigiose università americane: il Politecnico di Brooklyn e l’Università dell’Illinois.